# Sophie de Lint
Sophie Mathilde de Lint (Rotterdam, 18 september 1974) is directeur van De Nationale Opera (DNO) in Amsterdam. Samen met Ted Brandsen (directeur Het Nationale Ballet) en algemeen directeur Stijn Schoonderwoerd vormt ze de directie van het gezelschap Nationale Opera&Ballet.

## Levensloop
Sophie de Lint werd geboren in Rotterdam, samen met haar tweelingzus als jongste van 4 kinderen. Toen ze 2 jaar oud was verhuisde het gezin naar Genève, waar zij Franstalig werd opgevoed.

### Opleiding
Aan het Conservatoire de Musique de Genève studeerde De Lint viool. Tevens behaalde ze het diploma bedrijfskunde aan de Webster University in Genève, en volgde ze de studie Executive Master in Arts Administration aan de Universiteit van Zürich.

### Werk
Van 1994 tot 2001 bekleedde De Lint verschillende functies aan het Grand Théâtre de Genève. Vervolgens deed ze ervaring op als regieassistent bij verschillende operahuizen en festivals, waaronder de Bayreuther Festspiele, New National Theatre Tokyo en Festspielhaus Baden-Baden.
Van 2002 tot 2006 was ze impresario bij Laurent Delage Artists Management in Wenen. Hier specialiseerde ze zich in het ontdekken en begeleiden van jonge operazangers, dirigenten en regisseurs. Van 2006 tot 2009 zette ze deze activiteiten voort voor Artists Management Zürich, tot ze werd aangesteld als artistiek directeur van het Opernhaus Zürich, een functie die zij tot 2018 vervulde. Onder haar leiding werd dit operagezelschap in 2014 uitgeroepen tot Opera Company of the Year.
Sinds 1 september 2018 is zij directeur van De Nationale Opera (DNO) en volgt daarmee Pierre Audi op, die van 1988 tot 2018 aan DNO verbonden was. In seizoen 2018/19 en 2019/20 voerde zij nog de programma's uit zoals die door Pierre Audi waren gepland. Het eerste door haar geprogrammeerde seizoen 2020/21 viel in het water door de lockdownmaatregelen wegens de Coronapandemie.
Naast haar directeurschap wordt Sophie de Lint vaak gevraagd als jurylid bij internationale zangcompetities, zoals de Gesangswettbewerb Neue Stimmen, de Queen Sonja International Music Competition, The Glyndebourne Opera Cup en het Concours Régine Crespin. Ook is ze jurylid van de Ring Award (een toonaangevende competitie voor operaregie en -ontwerp), de Fedora-Generali Prize for Opera en de International Conducting Competition Rotterdam. Ze geeft les aan de Universiteit van Zürich en is lid van het bestuur van Opera Europa, een organisatie voor professionele operagezelschappen en -festivals in heel Europa.

## Visie
Een van de grote veranderingen die De Lint heeft ingevoerd is dat DNO niet langer alleen grote, internationale operaproducties programmeert (die een voorbereidingstijd van 3 tot 5 jaar hebben), maar ook ruimte open laat in de programmering voor kleine producties, die in enkele maanden gerealiseerd kunnen worden. Met deze producties, vaak met een meer experimenteel en alternatief karakter, is het mogelijk in te spelen op de actualiteit, waardoor jonge makers de kans krijgen via opera op maatschappelijke veranderingen te reageren.
Deze werkwijze ontstond door het onvoorspelbare karakter van de beperkingen door de Coronapandemie, waardoor langetermijnplanningen onmogelijk waren. Omdat De Lint in deze periode (2020 - 2021) toch met een kleine programmering wilde komen besloot ze contact te leggen met makers die op korte termijn een productie konden vormgeven. Nadat de coronamaatregelen werden opgeheven besloot ze deze werkwijze onderdeel te maken van de jaarlijkse seizoensplanning. DNO onderscheidt zich hiermee van andere grote operahuizen, die doorgaans op de klassieke manier (met alleen langetermijnproducties) werken.
De Lint wil eveneens het bastion van opera, als kunstvorm die voornamelijk door witte mensen wordt geproduceerd, doorbreken, door makers van kleur uit te nodigen producties te maken. Zo nodigde ze pianist Djuwa Mroivili uit als curator van een optreden in de Black Achievement Month. Om dezelfde reden cancelde ze een reeds geplande productie van Verdi's Otello, omdat deze door een geheel wit team werd uitgevoerd.